# Aptera munda
Aptera munda är en kackerlacksart som först beskrevs av Walker, F. 1868.  Aptera munda ingår i släktet Aptera och familjen jättekackerlackor. Inga underarter finns listade i Catalogue of Life.